# Поляков, Яков Гаврилович
Поляков Яков Гаврилович (1902—1983, Москва, СССР) — генерал-майор интендантской службы. Принимал участие в боях за освобождении Ленинграда. Награждён медалью «За оборону Ленинграда».

## Биография
Родился 25.03.1902 на Донбасе, Обеточный рудник, шахта 5; Сталинская обл., Макеевский р-н, р/к Буденовский.
В РККА с 05.1920. Член ВКП(б) с 1925 года.
Участник Гражданской (Южный фронт) и Великой Отечественной войн.
Умер в 1983, похоронен на Кунцевском кладбище в Москве.

### Звания и военная карьера
Бригадный комиссар; генерал-майор интендантской службы с 06.12.1942.
188 сд; Управление кадров КА НКО; 16 (06.08.1945—03.09.1945), 27 (28.09.1942—10.11.1943), 59 (18.03.1944—11.05.1945) армии.
Бригадный комиссар 188-й стрелковой дивизии с августа 1941 года.

### Награды
- Орден Ленина (05.11.1946) (Указ Президиума ВС СССР от 05.11.1946)
- Орден Красной Звезды (22.02.1941) (Указ Президиума ВС СССР от 22.02.1941)
- Орден Красной Звезды (21.07.1942) (Указ Президиума ВС СССР от 21.07.1942)
- Орден Красного Знамени (1944) (Указ Президиума ВС СССР от 1944)
- Орден Красного Знамени (03.11.1944) (Указ Президиума ВС СССР от 03.11.1944)
- Орден Красного Знамени (19.11.1951) (Указ Президиума ВС СССР от 19.11.1951)
- Орден Отечественной войны I степени (29.06.1945) (Указ Президиума ВС СССР от 29.06.1945)
- Медаль «За оборону Ленинграда»
- Медаль «За победу над Германией в Великой Отечественной войне 1941—1945 гг.»
- Медаль «За победу над Японией»
- Юбилейная медаль: «ХХ лет РККА»